# Friedrich Ludwig Sander
Friedrich Ludwig Sander (* 6. Oktober 1783 in Frose; † 9. Mai 1846 in Eisleben) war ein deutscher Bergmeister.
Friedrich Ludwig Sander wurde 1783 in Frose geboren. 1814 erfolgte seine Eheschließung mit Johanne Erdmuthe geb. Zobel (1797–1864). Er ist der Onkel von Enno Sander.  
Sander war Bergamtmitglied in Rothenburg (Saale), später dann in Eisleben. 1813 war er Bergschreiber. Ebenfalls war er Haushaltsprotokollist und von 1812 bis 1813 Bergschullehrer. Er war Obereinfahrer (1817) und Bergmeister beim Bergamt zu Eisleben (1846).  
Nach ihm wurden sowohl der Sanderschacht (östlich der Landstraße zwischen Hergisdorf-Kreisfeld und Helbra) als auch der Ludwig-Schacht (westlich von Gerbstedt im Revier XXXII) benannt.